# أحلام (فنانة)
أحلام (المولودة في عام 1921) هي مغنية وراقصة موسيقية إيرانية - إماراتية. اشتهرت أحلام بإسهاماتها في موسيقى البوب الفارسية والموسيقى العربية.

## نشأتها المبكرة وتعليمها
وُلدت أحلام في الأهواز بإيران. كان والدها من الأهواز، بينما كانت والدتها من طهران، وأصول جدها من دبي. مارست كرة القدم باحتراف في الدوري الممتاز الإيراني للنساء، تركت هذه الرياضة بسبب المضايقات والإهمال للرياضة النسائية. لذلك انتقلت لدبي لمتابعة دروس الموسيقى والصولفيج مع نجم البوب الإيرانية والموسيقى الشعبية إبراهيم حمدي.

## حياتها المهنية
بدأت أحلام نشاطها أولاً في إيران في الفرق المغمورة "الأندر جراوند" ثم انتقلت إلى دبي حيث تعيش الآن هناك. أطلقت بعد ذلك أغاني "أفضل" و "الشيطان" و "ديل ديفونيه" و"ندمانة". كما تقدم عمل فني يتم بثه على شبكة جالا وتليفزيون بي ام سي.

## أعمالها
حبيبتي الحلوة هو أول ألبوم استوديو لأحلام، من قبل شركة أوانج. تم إعداد الألبوم بأسلوب البوب ويحتوي على 6 مسارات:
- يا راجل
- هذا ملكي
- حبي الحلو
- حياتي
- جدني
- لا فائدة

### الفردي
- الأفضل
- هذا القلب متجدد الهواء[14]
- معاً
- عد
- لقد فات الأوان[15]
- أنت حبيبة
- يتنفس
- إما لا أحد أو أنت
- ما هو أفضل من هذا؟
- تهويدة بابا[16]
- طفل
- شيطون[17]
- قلب مجنون
- صديق قديم
- الطقس رائع
- لقد رحل حبيبي
- ثُم أنت
- متضمن
- في دبي
- رحم الله
- فدوح عيونك
- الجهل
- ديف باما (الكريستال الأرجواني)
- أسِيتامينُوفين

## روابط خارجية
- أحلام على إنستغرام
- Ahllam on Spotify